# Bolshevism on Trial
Bolshevism on Trial è un film del 1919 diretto da Harley Knoles e tratto dal libro The Comrades del 1909 di Thomas F. Dixon.
È conosciuto anche con il titolo Shattered Dreams e fu girato meno di due anni dopo la rivoluzione socialista in Russia: il film attacca la scalata di un'organizzazione socialista negli Stati Uniti.

## Trama
Barbara, una giovane idealista convertita al socialismo dalle parole di Herman, un attivista bolscevico, convince della bontà delle sue idee anche il fidanzato Norman che, insieme a lei, mette in atto il progetto di comperare un'isola della Florida dove impiantare una colonia che rispetti l'idea socialista.
Norman, eletto capo della colonia, non riesce a organizzare i coloni che lo destituiscono, scegliendo come loro leader proprio Herman: questi, per prima cosa, instaura uno stato poliziesco, abolisce il matrimonio e dichiara donne e bambini proprietà statali.
Barbara e Norman verranno salvati dall'arrivo della marina statunitense, guidata dal padre di Norman: dall'isola sparisce la bandiera rossa e viene issata quella a stelle e strisce.

## Produzione
Il film, con il titolo di lavorazione Red Republic venne girato in parte in Florida, al Royal Poinciana Hotel di Palm Beeach e (non confermato) in California a Los Angeles. Fu prodotto dalla Mayflower Photoplay Company.

## Distribuzione
Il copyright del film, richiesto dalla Mayflower Photoplay Corp., fu registrato il 9 aprile 1919 con il numero LP13580.
Uscito negli Stati Uniti nell'aprile del 1919, il film era distribuito dalla Select Pictures Corporation.
Copie complete della pellicola in 16 mm. e 35 mm. sono conservate negli archivi della Cineteca del Friuli di Gemona, della Library of Congress di Washington, dell'Academy Film Archive di Beverly Hills. Nel 2009, la Grapevine Video rimasterizzò e distribuì il film in DVD.

### Uscite del film
- USA 19 aprile 1919
- USA maggio 2009 DVD

Alias
- Comrades	USA (titolo alternativo)
- Red Republic	USA (titolo di lavorazione)
- Shattered Dreams	USA (titolo alternativo)